# II. třída okresu Kutná Hora
II. třída okresu Kutná Hora (Okresní přebor II. třídy) patří společně s ostatními druhými třídami mezi osmé nejvyšší fotbalové soutěže v Česku. Je řízena Okresním fotbalovým svazem Kutná Hora. Hraje se každý rok od léta do jara se zimní přestávkou. Účastní se ji 14 týmů z okresu Kutná Hora, každý s každým hraje jednou na domácím hřišti a jednou na hřišti soupeře. Celkem se tedy hraje 26 kol. Vítězem se stává tým s nejvyšším počtem bodů v tabulce a postupuje do I.B třídy Středočeského kraje - skupiny A. Poslední dva týmy sestupují do III. třídy okresu Kutná Hora. Do II. třídy vždy postupuje vítězný tým z každé ze dvou skupin III. třídy (skupiny A a B).

## Vítězové
| Ročník    | Vítězný tým                |
| --------- | -------------------------- |
| 1974/1975 | TJ Spartak Žleby           |
| 1975/1976 | VTJ Čáslav                 |
| 1976/1977 | TJ Sokol Paběnice          |
| 1977/1978 | SK Sparta Kutná Hora „B“   |
| 1978/1979 | TJ Viktoria Sedlec         |
| 1979/1980 | VTJ Čáslav „B“             |
| 1980/1981 | TJ Sokol Paběnice          |
| 1981/1982 | TJ Kavalier Sázava         |
| 1982/1983 | TJ Star Tupadly            |
| 1983/1984 | TJ Sokol Nové Dvory        |
| 1984/1985 | TJ Star Tupadly            |
| 1985/1986 | TJ Slavoj Vrdy             |
| 1986/1987 | TJ Sokol Družba Suchdol    |
| 1987/1988 | SK Kosmos Čáslav „B“       |
| 1988/1989 | SK Sparta Kutná Hora „B“   |
| 1989/1990 | TJ Sokol Družba Suchdol    |
| 1990/1991 | FC Bílé Podolí             |
| 1991/1992 | FK Uhlířské Janovice       |
| 1992/1993 | TJ Sokol Paběnice          |
| 1993/1994 | TJ Sokol Paběnice          |
| 1994/1995 | FC Bílé Podolí             |
| 1995/1996 | TJ Sokol Paběnice          |
| 1996/1997 | TJ Sokol Malín             |
| 1997/1998 | FK Uhlířské Janovice       |
| 1998/1999 | SK Malešov                 |
| 1999/2000 | TJ Slavoj Vrdy             |
| 2000/2001 | TJ Sokol Paběnice          |
| 2001/2002 | TJ Viktoria Sedlec         |
| 2002/2003 | TJ Star Tupadly            |
| 2003/2004 | FC Zenit Čáslav „B“        |
| 2004/2005 | FK Kavalier Sázava         |
| 2005/2006 | AFK Kácov „B“              |
| 2006/2007 | TJ Slavoj Vrdy             |
| 2007/2008 | TJ Sokol Paběnice          |
| 2008/2009 | Sokol Zbraslavice          |
| 2009/2010 | TJ Sokol Nové Dvory        |
| 2010/2011 | FK Kavalier Sázava         |
| 2011/2012 | TJ Sokol Družba Suchdol    |
| 2012/2013 | TJ Viktoria Sedlec         |
| 2013/2014 | AFK Kácov                  |
| 2014/2015 | TJ Jiskra Zruč nad Sázavou |
| 2015/2016 | TJ Star Tupadly            |
| 2016/2017 | Fotbal Hlízov              |
| 2017/2018 | TJ Slavoj Vrdy             |
| 2018/2019 | TJ Sokol Paběnice          |
| 2019/2020 |                            |

- Starší výsledky bez názvů klubů